# ارين ودي
ارين ودي (بالإنجليزية: Warren Woody)‏ هو مدير فني أمريكي، ولد في 13 أكتوبر 1897 في ستيرلينغ في الولايات المتحدة، وتوفي في 21 ديسمبر 1982 في سكوكي في الولايات المتحدة.